# Lista de lugares fictícios da televisão

## Lugares Fictícios das Telenovelas, Minisséries e Seriados Brasileiros

### Países e Regiões
- Artena (Reino de), Lastrilha (Reino de), Montemor (Reino de) e Cália (Região da), da novela Deus Salve o Rei (Globo, 2018, autoria de Daniel Adjafre), ambientados na Idade Média, por volta do ano 1300,[1] e inspirados nos pequenos reinos europeus da época;[2]
- Avilan (Reino de), da novela Que rei sou eu? (Globo, 1989, autoria de Cassiano Gabus Mendes), ambientado na França do século XVIII, em um momento contemporâneo à Revolução Francesa;[3]
- Belaventura (Reino de), Redenção (Ducado de) e Valedo (Condado de), da novela Belaventura (Record, 2017-18, autoria de Gustavo Reiz), ambientados no início do século XV, e inspirados nos pequenos reinos europeus da época;[4][5]
- Kanshipur (Principado de), da novela O Homem Proibido (Globo, 1967-68, autoria de Gloria Magadan), ambientada na Índia, no final do século XIX e início do século XX;[6]
- Krikoragán (Reino de), da novela Floribella (Bandeirantes, 2005-06, autoria de Patrícia Moretzsohn e Jaqueline Vargas);[7]
- Kubanacan (República de), da novela Kubanacan (Globo, 2003, autoria de Carlos Lombardi), ambientada numa ilha do Caribe, durante os anos 50;[8]
- Seráfia do Norte e Seráfia do Sul (Reinos de), da novela Cordel Encantado (Globo, 2011, autoria de Duca Rachid e Thelma Guedes), ambientadas no início do século XX, e inspiradas nas monarquias europeias da época;[9]
- Vale do Café (Região do)[nota 1] da novela Orgulho e Paixão (Globo, 2018, autoria de Marcos Bernstein), ambientada no interior de São Paulo.[10]

### Cidades
- Águas de Santana, da novela Ovelha Negra (Tupi, 1975, autoria de Walther Negrão), ambientada no interior do sudeste brasileiro e caracterizada como uma estância termal;[11]
- Águas de São Jacinto, da novela Amor Perfeito (Globo, 2023, autoria de Duca Rachid), ambientada no interior de Minas Gerais;[12]
- Albuquerque, da novela Estúpido Cupido (Globo, 1976, autoria de Mário Prata), ambientada no interior de São Paulo;[13]
- Albuquerque e Santa Fé,[nota 2] da novela Bang Bang (Globo, 2005-06, autoria de Mário Prata), ambientadas no estado americano do Novo México, ao tempo do velho oeste;[14][15]
- Antas e Vila de Santa Fé, da 2ª versão[nota 3]  da novela Meu Pedacinho de Chão (Globo, 2014, autoria de Benedito Ruy Barbosa), ambientada como uma fábula em um universo de conto de fadas, sem conexão com qualquer lugar ou mesmo com a realidade;[nota 4][16][17]
- Antares, da minissérie Incidente em Antares (Globo, 1994, autoria de Charles Peixoto e Nelson Nadotti), ambientada no interior do Rio Grande do Sul;[18]
- Armação dos Anjos, da novela Vamp (Globo, 1991-92, autoria de Antonio Calmon), ambientada no litoral do Rio de Janeiro;[19]
- Araruna, da novela Sinhá Moça (Globo, 1986, e remake de 2006, ambas de autoria de Benedito Ruy Barbosa), ambientada no interior de São Paulo;[20][21]
- Armação do Sul, da novela Verão 90 (Globo, 2019, autoria de Izabel de Oliveira e Paula Amaral), ambientada no litoral de Santa Catarina;[22][23]
- Arraial do Sol Nascente, da novela Sol Nascente (Globo, 2016-17, de autoria de Walther Negrão, Júlio Fischer e Suzana Pires), ambientada no litoral de algum estado da Região Sudeste;[24][25]
- Asa Branca e Pouso Feliz, da novela Roque Santeiro (Globo, 1975, autoria de Dias Gomes, e  remake  de 1985-86, autoria de Dias Gomes e Aguinaldo Silva), ambientada no interior da Bahia, na 1ª versão,[26] e no sertão nordestino, na 2ª versão, sem especificar, porém, o estado;[nota 5][27][28]
- Barão da Serra, da novela O Homem que Sonhava Colorido (Tupi, 1968, autoria de Silvan Paezzo), ambientada em algum lugar do interior do Brasil, sem especificar, porém, o estado;[29]
- Boiadeiros, da novela América (Globo, 2005, autoria de Glória Perez), ambientada no interior de São Paulo;[30]
- Boiporã (Ilha de)[nota 6] da novela Segundo Sol (Globo, 2018, autoria de João Emanuel Carneiro), ambientada ao largo da costa da Bahia;[31][32]
- Bole Bole/Saramandaia, da novela Saramandaia (Globo, 1976, de autoria de Dias Gomes e remake de 2013, de autoria de Ricardo Linhares), ambientada na zona canavieira da Bahia, na 1ª versão,[33] e no Nordeste, na 2ª versão, sem especificar, porém, o estado;[34]
- Bom Jesus das Almas e Vargem da Cruz, da minissérie Memorial de Maria Moura (Globo, 1994, autoria de Jorge Furtado e Carlos Gerbase), ambientada no interior de Goiás;[nota 7][35][36]
- Bom Jesus do Rio Claro da 2ª Versão[nota 8]  da novela O Astro (Globo, 2011, autoria de Alcides Nogueira e Geraldo Carneiro, baseada na obra original de Janete Clair), ambientada no interior do Paraná;[37][38]
- Brogodó, da novela Cordel Encantado (Globo, 2011, autoria de Duca Rachid e Thelma Guedes), ambientada no sertão nordestino, sem especificar, porém, o estado;[39]
- Campobello, da novela Além do Tempo (Globo, 2015-16, autoria de Elizabeth Jhin), ambientada no interior do sul do Brasil;[40]
- Campo Claro, da novela Totalmente Demais (Globo, 2015-16, autoria de Rosane Svartman e Paulo Halm), ambientada no interior do Rio de Janeiro;[41]
- Campo Dourado, da novela Cinderela 77 (Tupi, 1977, autoria de Walther Negrão e Chico de Assis), ambientada no universo mágico dos contos de fadas, em uma versão moderna e livre do clássico conto do autor francês Charles Perrault;[42]
- Caramirim e Caraguaçu, da novela Três Irmãs (Globo, 2008-09, autoria de Antônio Calmon), ambientada no litoral do Rio de Janeiro;[43][44]
- Cerro Bravo, da novela Jerônimo, o Heroi do Sertão[nota 9] (Tupi, 1972-73, e no remake de 1984-85, do SBT, ambas de autoria de Moyses Weltman), ambientada no interior de São Paulo;[45][46]
- Coroado, da novela Irmãos Coragem (Globo, 1970-71, autoria de Janete Clair, e remake de 1995, autoria de Dias Gomes), ambientada no interior de Goiás;[47][48]
- Costa Rica, da novela Uga Uga (Globo, 2000-01, autoria de Carlos Lombardi), ambientada no interior do Mato Grosso do Sul;[49][50]
- Deus Me Livre, da novela Pé na Jaca (Globo, 2006-07, autoria de Carlos Lombardi), ambientada no interior de São Paulo, perto de Piracicaba;[51]
- Divinéia, da novela Fogo Sobre Terra (Globo, 1974-75, autoria de Janete Clair), ambientada no interior do Mato Grosso;[52][53]
- Doce Horizonte, da novela Carinha de Anjo (SBT, 2016-18, adaptada por Leonor Corrêa, baseada no original Carita de ángel, de Nicandro Díaz e Abel Santa Cruz), ambientada no interior de São Paulo;[54]
- Esperança, da novela Legião dos Esquecidos (Excelsior, 1968-69, autoria de Raimundo Lopes) ambientada em uma vila de garimpeiros no interior do Brasil, sem especificar o estado;[55]
- Esperança, da novela Em Família (Globo, 2014, autoria de Manoel Carlos), ambientada no interior de Goiás;[56][57]
- Esplendor, da novela Esplendor (Globo, 2000, autoria de Ana Maria Moretszohn) ambientada no sul do Brasil, nos anos 1950;[58]
- Feira das Almas, da novela O Julgamento (Tupi, 1976-77, autoria de Renata Pallottini e Carlos Queiroz Telles), ambientada no interior de São Paulo;[59]
- Florença, da minissérie Presença de Anita (Globo, 2001, autoria de Manoel Carlos), ambientada no interior de São Paulo;[60]
- Girassol, da novela Estrela de Fogo (Record, 1998-99, autoria de Yves Dumont), ambientada no interior de São Paulo;[61]
- Girassol, da novela Araguaia (Globo, 2010-11, autoria de Walther Negrão), ambientada na região do Rio Araguaia;[62][63][64]
- Greenville, da novela A Indomada (Globo, 1997, autoria de Aguinaldo Silva e Ricardo Linhares), ambientada no Nordeste, sem especificar, porém, o estado;[65]
- Grotas do São Francisco da novela Velho Chico (Globo, 2016, autoria de Benedito Ruy Barbosa), ambientada no interior do nordeste brasileiro, algures às margens do Rio São Francisco;[66][67]
- Guaianá, da novela O Espantalho (Record e TVS, 1977, autoria de Ivani Ribeiro), ambientada no litoral de São Paulo;[68]
- Guará, da novela Cidadão Brasileiro (Record, 2006, autoria de Lauro César Muniz), ambientada no interior de São Paulo;[69]
- Guariba (ou Guariba Grande) da 1ª Versão[nota 10] da novela O Astro (Globo, 1977-78, autoria de Janete Clair), ambientada no interior de São Paulo;[70][71]
- Jatobá, da novela Mandacaru (Manchete, 1997-98, autoria de Carlos Alberto Ratton), ambientada no interior da Bahia;[72]
- Judas do Norte, da novela Salve-se Quem Puder (Globo, 2020, autoria de Daniel Ortiz), ambientada no interior de São Paulo;[73]
- Lagoa Serena[nota 11] da novela A Muralha (Excelsior, 1968, autoria de Ivani Ribeiro) e da minissérie homônima (Globo, 2000, autoria de Maria Adelaide Amaral), ambientada no entorno da antiga Vila de São Paulo de Piratininga, por volta do ano de 1600;[74][75][76]
- Laranjais, da novela À Sombra dos Laranjais (Globo, 1977, autoria de Benedito Ruy Barbosa e Sylvan Paezzo), ambientada no interior do Rio de Janeiro;[77][78]
- Lasca Fogo, da novela No Rancho Fundo (Globo, 2024, autoria de Mário Teixeira), ambientada no interior da Paraíba;[79]
- Luna Caliente[nota 12] da minissérie Luna Caliente (Globo, 1999, autoria de Jorge Furtado), ambientada no interior do Rio Grande do Sul;[80]
- Maramores, da novela O Beijo do Vampiro (Globo, 2002, autoria de Antonio Calmon), ambientada em uma cidade litorânea, porém, sem mencionar o estado;[81]
- Marimbá, da novela Corpo Dourado (Globo, 1997, autoria de Antonio Calmon), ambientada no litoral do Rio de Janeiro;[82]
- Monte Santo, da novela Amor com Amor Se Paga (Globo, 1984, autoria de Ivani Ribeiro),[nota 13] ambientada no interior em algum estado do sudeste brasileiro, talvez no do Rio de Janeiro;[83][84]
- Morros Verdes, da novela Tempo de Amar (Globo, 2017-18, autoria de Alcides Nogueira), ambientada no interior de Portugal, ao final da Década de 20;[85]
- Nova Aliança, da novela Coração de Estudante (Globo, 2002, autoria de Emanoel Jacobina), ambientada no interior de Minas Gerais;[86]
- Nova Alvorada, da novela Alto Astral (Globo, 2014-15, autoria de Daniel Ortiz), ambientada no interior de São Paulo;[87][88]
- Nova Esperança, da novela O Primeiro Amor (Globo, 1972, autoria de Walther Negrão), ambientada no interior de algum estado do sudeste brasileiro;[nota 14][89]
- Nova Esperança, da novela Era uma Vez... (Globo, 1998, autoria de Walther Negrão), ambientada no Vale do Itajaí, Santa Catarina;[90]
- Nova Primavera, da novela Terra e Paixão (Globo, 2023, autoria de Walcyr Carrasco), ambientada no interior de Mato Grosso do Sul;[91]
- Ouro Negro, da novela Os Deuses Estão Mortos (Record, 1971, autoria de Lauro Cesar Muniz); ambientada no interior de São Paulo, no ano de 1889;[92]
- Ouro Negro, da novela Começar de Novo (Globo, 2004-05, autoria de Antônio Calmon e Elizabeth Jhin), ambientada no litoral de algum estado do sudeste brasileiro, provavelmente o do Rio de Janeiro;[nota 15][93][94]
- Ouro Velho, da novela O Amor Está no Ar (Globo, 1997, autoria de Alcides Nogueira), ambientada no interior de São Paulo;[95]
- Ouro Verde e Tangará, da novela O Salvador da Pátria (Globo, 1989, autoria de Lauro Cesar Muniz), ambientadas no interior de São Paulo;[96][97]
- Parazinho, da novela A Força do Querer (Globo, 2017, autoria de Glória Perez), ambientada no interior do Pará;[98]
- Passaperto, da novela Desejo Proibido (Globo, 2007-08, autoria de Walther Negrão), ambientada no interior de Minas Gerais;[99]
- Pedra da Lua, da novela 74.5: Uma Onda no Ar (Manchete, 1994, autoria de Chico de Assis), ambientada em uma cidade litorânea, porém, sem especificar o estado;[100]
- Pedra Santa, da novela O Outro Lado do Paraíso (Globo, 2017-18, autoria de Walcyr Carrasco), ambientada no interior do Tocantins;[101][102]
- Pilar, da novela Os Gigantes (Globo, 1979-80, autoria de Lauro Cesar Muniz), ambientada no interior em algum estado do sudeste brasileiro;[103]
- Pontal d'Areia,[nota 16] da novela Mulheres de Areia (Globo, 1993, autoria de Ivani Ribeiro), ambientada no litoral do Rio de Janeiro;[104]
- Porto Azul, da novela O Homem Que Deve Morrer (Globo, 1971-72, autoria de Janete Clair), ambientada em Santa Catarina;[105][106]
- Porto do Céu, da novela Cara e Coroa (Globo, 1995-96, autoria de Antonio Calmon), ambientada no litoral do Rio de Janeiro;[107]
- Porto dos Milagres, da novela Porto dos Milagres (Globo, 2001, autoria de Aguinaldo Silva), ambientada no litoral da Bahia;[108]
- Preciosa, da novela Morde e Assopra (Globo, 2011, autoria de Walcyr Carrasco), ambientada no interior de São Paulo;[109][110]
- Redenção, da novela Redenção (Excelsior, 1966-68, autoria de Raimundo Lopes, ambientada no interior de São Paulo;[111]
- Remanso, da novela Despedida de Solteiro (Globo, 1992-93, autoria de Walther Negrão), ambientada no interior em algum estado do sudeste brasileiro;[112][113]
- Resplendor, da novela Pedra Sobre Pedra (Globo, 1992, autoria de Aguinaldo Silva), ambientada na Chapada Diamantina, Bahia;[114]
- Riacho Doce, da minissérie Riacho Doce (Globo, 1990, autoria de Aguinaldo Silva), ambientada no litoral do Nordeste, porém, sem indicação do estado;[115]
- Ribeirão das Ostras e São Carmo, da novela Amigas e Rivais (SBT, 2007-08, autoria de Letícia Dornelles);[carece de fontes?]
- Ribeirão do Tempo, da novela Ribeirão do Tempo (Record, 2010-11, autoria de Marcílio Moraes), ambientada no interior em algum estado do Sudeste brasileiro;[116]
- Rio Belo, da novela Hipertensão (Globo, 1986-87, autoria de Ivani Ribeiro), e, provavelmente, da novela Nossa Filha Gabriela (Tupi, 1971-72, também de Ivani Ribeiro),[nota 17] ambientada no interior em algum estado do sudeste brasileiro;[117][118][119]
- Rio Fundo (ex-Arraial de Fora), da novela Amor Eterno Amor (Globo, 2012, de autoria de Elizabeth Jhin), ambientada no interior de Minas Gerais;[120][121]
- Rio Novo, da novela Fera Radical (Globo, 1988, autoria de Walther Negrão), ambientada no interior em algum estado do Sudeste brasileiro;[122]
- Rio Pardo, da novela Escalada (Globo, 1975, autoria de Lauro César Muniz), ambientada no interior de São Paulo;[123]
- Rio Verde, da novela A Filha do Silêncio (Bandeirantes, 1982-83, autoria de Jaime Camargo e Marcos Caruso), ambientada no interior de São Paulo, em fins do século XIX;[124]
- Rio Vermelho, da novela A Dona do Pedaço (Globo, 2019, autoria de Walcyr Carrasco e Nelson Nadotti), ambientada no interior do Espírito Santo;[125]
- Rosa Branca, da novela Espelho da Vida (Globo, 2018-19, autoria de Elizabeth Jhin), ambientada no interior de Minas Gerais;[126]
- Rosário, da novela Sol Amarelo (Record, 1971-72, autoria de Raimundo Lopes), ambientada como um faroeste no interior do Brasil;[127]
- Roseiral, da novela Alma Gêmea (Globo, 2005-06, autoria de Walcyr Carrasco), ambientada no interior de São Paulo;[128]
- Santa Cecília das Rochas, da novela Toninho on the Rocks (Tupi, 1970, autoria de Teixeira Filho), ambientada no interior de São Paulo;[129]
- Santa Fé, da minissérie O Tempo e o Vento (Globo, 1985, autoria de Doc Comparato e Regina Braga), do filme homônimo apresentado como microssérie (Globo, 2014, direção de Jayme Monjardim), e da novela homômina (Excelsior, 1967-68, autoria de Teixeira Filho), ambientada no interior do Rio Grande do Sul;[130][131][132]
- Santa Fé, da 1ª versão da novela Meu Pedacinho de Chão (Globo/Cultura, 1971-72, autoria de Benedito Ruy Barbosa), ambientada no interior de algum estado do sudeste brasileiro (provavelmente São Paulo);[nota 18][133]
- Santa Marta, da novela Estrada do Pecado (Itacolomi, 1965, autoria de Janete Clair), ambientada no interior do Rio Grande do Sul;[134]
- Santana do Agreste, da novela Tieta (Globo, 1989-90, autoria de  Aguinaldo Silva, Ana Maria Moretzsohn e Ricardo Linhares), ambientada no litoral do Nordeste, porém, sem mencionar o estado;[135]
- Santana de Bocaiúvas, da novela Agora É Que São Elas (Globo, 2003, autoria de Ricardo Linhares), ambientadas no interior em algum estado do Sudeste brasileiro;[136]
- Santana dos Ferros, da minissérie Hilda Furacão (Globo, 1998, autoria de Glória Perez), ambientada no interior de Minas Gerais;[137]
- São Bento dos Canaviais, da novela Canavial de Paixões (SBT, 2003-04, original de autoria de Caridad Bravo Adams, e tradução de Henrique Zambelli e Simoni Boer), ambientada no interior de algum estado do sudeste brasileiro;[nota 19][138][139]
- São Dimas, da novela A Lei do Amor (Globo, 2016-17, autoria de Maria Adelaide Amaral), ambientada na Grande São Paulo;[140]
- São Tomás de Trás, da novela Meu Bem Querer (Globo, 1998-99, autoria de Ricardo Linhares), ambientada no litoral do Nordeste, porém, sem indicação do estado;[nota 20][141]
- Sapucaí, da novela O Casarão (Globo, 1976, autoria de Lauro Cesar Muniz), ambientada em uma região cafeeira do norte de São Paulo;[142]
- Sensilvânia e São Tomé dos Números, do seriado Armação Ilimitada (Globo, 1984-88, autoria de Kadu Moliterno, André de Biasi e Daniel Filho);[carece de fontes?]
- Serra das Pedras, da novela Jamais te Esquecerei (SBT, 2003, autoria de Henrique Zambelli, Ecila Pedroso e Enéas Carlos), ambientada em algum lugar do interior do sudeste brasileiro;[143]

- Serranias, da novela Eterna Magia (Globo, 2007, autoria de Elizabeth Jhin), ambientada no interior de Minas Gerais;[144]
- Serras Azuis, da novela Serras Azuis (Bandeirantes, 1998, autoria de Ana Maria Moretzsohn), ambientada no interior de Minas Gerais;[145][146]

- Serro Azul[nota 21] da novela O Sétimo Guardião (Globo, 2018-19, autoria de Aguinaldo Silva), ambientada em algum lugar montanhoso entre Minas Gerais e a Bahia,[147] embora haja a menção de que não esteja localizada geograficamente em nenhum estado brasileiro;[148]
- Sertão, da supersérie Onde Nascem os Fortes (Globo, 2018, autoria de George Moura e Sergio Goldenberg), ambientada no interior da Paraíba;[149]
- Sucupira e Jaguatirica,[nota 22] da novela O Bem-Amado (Globo, 1973, autoria de Dias Gomes), da série (Globo, 1980-84) e da minissérie (Globo, 2011) homônimas, ambientadas no litoral da Bahia;[150][151][152][153][154]
- Tabacópolis, da novela O Fim do Mundo (Globo, 1996, autoria de Dias Gomes), ambientada no interior da Bahia;[155]
- Tarin, da novela Joia Rara (Globo, 2013-14, autoria de Duca Rachid e Telma Guedes), ambientada no interior do Nepal;[156]
- Tirânia, da novela Revelação (SBT, 2008-09, autoria de Íris Abravanel), ambientada no interior de São Paulo;[157]
- Triunfo, da novela A Favorita (Globo, 2008-09, autoria de João Emanuel Carneiro), ambientada no interior de São Paulo;[158]
- Tocaia Grande, da novela Tocaia Grande (Manchete, 1995-96, autoria de  Duca Rachid, Mário Teixeira e Marcos Lazarini), ambientada no interior da Bahia, como um distrito emancipado de Itabuna;[159]
- Tubiacanga, da novela Fera Ferida (Globo, 1993-94, autoria de Aguinaldo Silva), ambientada em algum lugar do interior do Brasil, sem especificar, porém, o estado;[160][161]
- Ventura, da novela Chocolate com Pimenta (Globo, 2003-04, autoria de Walcyr Carrasco), ambientada no interior de um Estado da Região Sul do Brasil;[162]
- Vila Feliz, da novela Felicidade (Globo, 1991-92, autoria de Manoel Carlos), ambientada no interior de Minas Gerais;[163]
- Vila da Mata e Pau d'Alho, da novela Cabocla (Globo, 1979, e remake de 2004, ambas de autoria de Benedito Ruy Barbosa), ambientada a primeira cidade,[nota 23] na 1ª versão, no interior do Espírito Santo; ao passo que, na 2ª versão, as cidades foram ambientadas em algum lugar rural do interior do sudeste;[164][165][166][167]
- Vila da Prata, da novela Cavalo de Aço (Globo, 1973, autoria de Walther Negrão), ambientada no interior do Paraná;[168]
- Vila de Santana, da novela Força de um Desejo (Globo, 1999-2000, autoria de Gilberto Braga e Alcides Nogueira), ambientada na porção fluminense do Vale do Paraíba;[nota 24][169]
- Vila do Arco, da novela Vila do Arco (Tupi, 1975, autoria de Sérgio Jockyman), ambientada no interior de São Paulo, no final do século XIX;[170]
- Vila dos Ventos, da novela Flor do Caribe (Globo, 2013, autoria de Walther Negrão), ambientada no litoral do Rio Grande do Norte;[171]
- Vila São Miguel, da novela Senhora do Destino (Globo, 2004-05, autoria de Aguinaldo Silva), apresentada, no início da trama, como um distrito de uma grande cidade da Baixada Fluminense, a qual consegue sua emancipação política no decorrer da novela.[172][173]

### Distritos, bairros e comunidades
- Beco da Baiúca, da novela A Lua Me Disse (Globo, 2005, autoria de Miguel Falabella e Maria Carmem Barbosa), ambientado no bairro de Jacarepaguá (Rio de Janeiro);[174]
- Borralho (Bairro/Comunidade do),[nota 25] da novela Cheias de Charme (Globo, 2012, autoria de Filipe Miguez e Izabel de Oliveira), ambientado no bairro de Jacarepaguá (Rio de Janeiro);[175][176]
- Canoa do Bagre, da novela Canoa do Bagre (Record, 1997-98, autoria de Ronaldo Ciambroni), ambientada em Bertioga, litoral de São Paulo;[177]
- Covil do Bagre (Comunidade do) e Vila Caiada, da novela Aquele Beijo (Globo, 2011-12, autoria de autoria de Miguel Falabella), ambientadas no Rio de Janeiro;[178][179]
- Divino (Bairro do), da novela Avenida Brasil (Globo, 2012, autoria de João Emanuel Carneiro), ambientado na zona norte do Rio de Janeiro;[180][181]
- Ilha Vermelha, da novela O Tempo Não Para (Globo, 2018-19, autoria de Mário Teixeira), ambientada ao largo da costa de São Paulo;[182]
- Jardim Bem-Te-Vi (Comunidade do) e Vila Verona, da novela As Aventuras de Poliana (SBT, 2018-, autoria de Íris Abravanel), ambientada em São Paulo;[183]
- Lajedo dos Anjos, da supersérie Onde Nascem os Fortes (Globo, 2018, autoria de George Moura e Sergio Goldenberg), ambientada na também fictícia Sertão, no interior da Paraíba;[149]
- Morro da Macaca (Comunidade do), da novela A Regra do Jogo (Globo, 2015-16, autoria de João Emanuel Carneiro), ambientada na zona sul da cidade do Rio de Janeiro;[184]
- Morro do Torto (Comunidade do), da novela Vidas Opostas (Record, 2006-07, autoria de Marcílio Moraes), ambientada no Rio de Janeiro;[185]
- Paciência (Favela da), da novela Guerra Sem Fim (Manchete, 1993-94, autoria de José Louzeiro e Alexandre Lydia), ambientada no Rio de Janeiro;[186]
- Parque das Nações,[nota 26] da novela Negócio da China (Globo, 2008-09, autoria de Miguel Falabella), ambientado no Subúrbio do Rio de Janeiro;[nota 27][187][188]
- Passeio (Bairro do), da novela Amor de Mãe (Globo, 2020-, autoria de Manuela Dias), ambientado na zona norte do Rio de Janeiro;[189]
- Pedra Lascada (Comunidade da), da novela Senhora do Destino (Globo, 2004-05, autoria de Aguinaldo Silva), ambientada na também fictícia Vila de São Miguel, que, por sua vez, foi tratada na trama como um distrito emancipacionista de uma cidade da Baixada Fluminense;[173][190]
- Praia Azul, da novela Três Irmãs (Globo, 2008-09, autoria de Antônio Calmon), ambientada na também fictícia Caramirim, no litoral do Rio de Janeiro;[43][44]
- Praia dos Amores, da novela Corpo Dourado (Globo, 1997, autoria de Antonio Calmon), ambientada na também fictícia Marimbá, no litoral do Rio de Janeiro;[82]
- Portelinha (Comunidade da), da novela Duas Caras (Globo, 2007-08, autoria de Aguinaldo Silva), ambientada no Rio de Janeiro;[191]
- São Francisco das Formigas ou simplesmente Formigas (Distrito de), da novela Agora É Que São Elas (Globo, 2003, autoria de Ricardo Linhares), ambientadas na também fictícia Santana de Bocaiúvas, no interior em algum estado do Sudeste brasileiro;[136]
- Vila Cambucá, da novela Volta por Cima (Globo, 2024, autoria de Cláudia Souto), ambientada em um bairro do subúrbio da Zona Norte do Rio de Janeiro[nota 28][192];
- Vila Giselda, da novela Salário Mínimo (Tupi, 1978-79, autoria de Chico de Assis), ambientada na cidade de São Paulo;[193]
- Vila dos Prazeres, da novela Vereda Tropical (Globo, 1984-85, autoria de Carlos Lombardi), ambientada na cidade de São Paulo;[194]
- Vila do Vintém,[nota 29] da novela Salsa e Merengue (Globo, 1996-97, autoria de Miguel Falabella e Maria Carmem Barbosa), ambientada na zona norte da cidade do Rio de Janeiro;[195]

## Lugares fictícios dos Seriados Norte-Americanos

### Países
- Groland, na emissora francesa Canal+
- Petoria, no seriado Family Guy (episódio "E. Peterbus Unum")
- Qumar, no seriado The West Wing

### Cidades
- Central City, dos quadrinhos do Flash e do seriado The Flash
- Gothan City, dos quadrinhos Batman
- Metrópolis, dos quadrinhos do Super-Homem e do seriado Smallville
- Neptune,California, do seriado Veronica Mars
- Smallville (ou Pequenópolis), dos quadrinhos do Super-Homem e do seriado Smallville
- Springfield do desenho animado Os Simpsons
- Stars Hollow, do seriado Gilmore Girls
- Stuckeyville, do seriado “Ed
- Sunnydale, do seriado Buffy, a Caça Vampiros
- Twin Peaks, do seriado de mesmo nome
- Riverdale, da série do mesmo nome
- Storybrooke, da série Once Upon a Time
- Hyperion Hights, da série Once Upon a Time
- Westeros,é um continente da série Game Of Thrones; escrita por George R. R. Martin
- Essos, é um continente da série Game Of Thrones
- LazyTown, do seriado de mesmo nome

## Países fictícios dos Desenhos Animados
- San Glucos, no desenho Os Simpsons
- Pocoponésia (Pokoponesia), no desenho The Tick
- Nação do Fogo, no desenho Avatar: The Last Airbender
- Reino da Terra, no desenho Avatar: The Last Airbender
- Tribo da Água, no desenho Avatar: The Last Airbender
- Nômades do Ar, no desenho Avatar: The Last Airbender

## Cidades ficticias dos filmes
- Hogwarts, de Harry Potter
- Hogsmead, de Harry Potter

## Cidades Fictícias e Continentes Fictícios dos Desenhos Animados
- Fenda do Biquíni, do desenho Bob Esponja Calça Quadrada
- Ba-Sing-Se, cidade do desenho Avatar: The Last Airbender (Avatar: A Lenda de Aang)
- Ilha de Malabumbo, do filme da Disney: Se Minha Cama Voasse
- Patópolis, dos quadrinhos Disney e do desenho DuckTales
- Gravity Falls, do desenho Gravity Falls.
- South Park, do desenho South Park
- Springfield, do desenho Os Simpsons
- Cape Suzette, do desenho TaleSpin
- Tomoeda, Japão, do mangá e anime Sakura Card Captors
- Moonaluna, a cidade da Lua do Jim no Mundo da Lua
- Eurocha, continente do desenho os Flinstones
- Rocapulco, cidade turística do desenho os Flinstones